# Mark Escherich
Mark Escherich (* 1972) ist ein deutscher Architekt, Bauhistoriker und Denkmalpfleger.

## Leben
Nach einer Tischlerlehre studierte er zunächst Bauingenieurwesen und danach Architektur an der Fachhochschule Erfurt sowie Kunstgeschichte an der Friedrich-Schiller-Universität Jena. 1997–99 war er als Volontär beim Thüringischen Landesamt für Denkmalpflege tätig. 2002 beendete er das Architekturstudium an der Bauhaus-Universität Weimar. Zudem arbeitete er selbständig und als freier Mitarbeiter in diversen Architekturbüros und hatte 2002–04 Lehraufträge an der Fachhochschule Erfurt. Danach war er wissenschaftlicher Mitarbeiter am Lehrstuhl für Bauaufnahme und Baudenkmalpflege der Bauhaus-Universität Weimar und promovierte dort 2008 mit einer Dissertation zu Stadtbaugeschichte und Selbstbildkonstruktionen in Erfurt zwischen 1918 und 1933. 2008 wurde er Mitarbeiter der Unteren Denkmalschutzbehörde der Stadt Erfurt, setzte seine Forschungstätigkeit insbesondere zur Architektur- und Städtebaugeschichte des 19. und 20. Jahrhunderts fort. 2021 wurde er Leiter der Unteren Denkmalschutzbehörde der Stadt Erfurt.

## Forschungsprojekte
- 2011 ff Konzeption, Durchführung und Dokumentation der Tagungen „Denkmal Ost-Moderne“ und „Denkmal Ost-Moderne II“ an der Professur Denkmalpflege und Baugeschichte der Bauhaus-Universität Weimar
- 2014 Mitarbeiter beim Forschungs- und Publikationsprojekt „Denkmalpflege an Bauten der DDR der 1960er und 1970er Jahre“ der Wüstenrot Stiftung Ludwigsburg

## Veröffentlichungen
- Villen in Gotha. Erfurt 1998.
- Aspekte der Architektur der 1920er Jahre in Erfurt. Mark Escherich, Erfurt 1999.
- Planen und Bauen in Thüringen 1945–1990. Erfurt 2002.
- Planen & Bauen in Erfurt seit 1873. Stadt und Geschichte e. V., Erfurt 2004.
- Entstehung und Wandel mittelalterlicher Städte in Thüringen. Lukas-Verlag, Berlin 2007.
- Bauhaus-Koordinaten. Weimarer Taschenbuch-Verlag, Weimar 2008.
- Erfurt im Mittelalter. Lukas Verlag für Kunst- und Geistesgeschichte, Berlin 2010.
- Städtische Selbstbilder und bauliche Repräsentation. Lukas Verlag, Berlin 2010.
- Denkmal Ost-Moderne. Jovis Verlag, Berlin 2012.
- Denkmal Ost-Moderne II. Jovis Verlag, Berlin 2016.
- Bauhaus-Koordinaten. M Books, Weimar 2019.

## Mitgliedschaften
- Arbeitskreis Theorie + Lehre der Denkmalpflege
- Koldewey-Gesellschaft. Vereinigung für baugeschichtliche Forschung
- ICOMOS Deutschland
- Stiftung Krämerbrücke Erfurt, Stiftungsvorstand
- Bauhaus-Institut für Geschichte und Theorie der Architektur und der Planung
- 2016 Kollegiumsmitglied beim DFG-Graduiertenkolleg GRK 2227 „Identität und Erbe“ der Technische Universität Berlin und der Bauhaus-Universität Weimar[1]
- 2018 Gründungsmitglied beim „Netzwerk Bauforschung für jüngere Baubestände (1945+)“ der Deutschen Forschungsgemeinschaft